# Dimitris Diamantakos
Dimitris Diamantakos (Pireu, 5 de Março de 1993) é um futebolista profissional grego, atacante, atua no Olympiacos.

## Títulos
Olympiakos
- Superleague Grega :2014-2015
- Copa da Grécia : 2014-2015

### Prêmios individuais
- Equipe do torneio do Campeonato Europeu Sub-19 de 2012[1]